# Rosemary Hayward
Rosemary Hayward (* 10. November 1980) ist eine australische Sprinterin, die sich auf den 400-Meter-Lauf spezialisiert hat. 
Bei den Juniorenweltmeisterschaften 1996 in Sydney gewann sie Bronze im Einzelwettbewerb und in der 4-mal-400-Meter-Staffel.
Beim Leichtathletik-Weltcup 2002 in Madrid wurde sie Achte über 400 m und Siebte mit der Ozeanien-Stafette.
2006 kam sie bei den Commonwealth Games in Melbourne im Einzelbewerb auf den achten Platz und siegte mit der australischen 4-mal-400-Meter-Stafette. Beim Weltcup in Athen wurde sie Neunte über 400 m und Achte mit der Ozeanien-Stafette.
Ihre persönliche Bestzeit von 52,24 s stellte sie am 4. April 2003 in Brisbane auf.